# Chooi Kah Ming
Chooi Kah Ming (* 25. Februar 1991 in Pahang) ist ein malaysischer Badmintonspieler.

## Karriere
Chooi Kah Ming wurde bei der Badminton-Juniorenweltmeisterschaft 2008 Dritter im Herrendoppel, ein Jahr später erkämpfte er sich dort Gold. Beim Smiling Fish 2008 wurde er Dritter im Mixed ebenso wie bei den New Zealand Open 2011 und den Chinese Taipei Open 2012 im Doppel. Beim Malaysia Open Grand Prix Gold 2012 wurde er gemeinsam mit Ow Yao Han Zweiter im Doppel.